# Кошинья
Кошинья (порт. Coxinha, МФА: [koˈʃĩj̃ɐ]) — страва бразильської кухні з курки, що походить зі штату Сан-Паулу в Бразилії. Являє собою обсмажені в маслі шматочки тіста на курячому бульйоні з використанням панірувальних сухарів з начинкою з фаршу або рубаного м'яса з курячих стегон. У начинку іноді додають вершковий сир та інші компоненти. Кошинья має форму стегна курки. Продаються в кафе, булочних та кондитерських. Також продаються у вигляді напівфабрикатів.
Назва утворена від coxa «стегно» та суфікса -inha .
З'явилися наприкінці XIX століття в Лімейрі в штаті Сан-Паулу. За усним переказом страву вперше приготував кухар бразильської принцеси Ізабел, дружини Гастона Орлеанського, яка жила на фазенді Морро-Азул (Morro Azul «Синій пагорб») .
Популярність кошинья набула за політики прискореної індустріалізації, яку з 1934 року проводив президент Жетуліу Варгас. У 1950-і роки популярність кошиньї поширилася на штати Ріо-де-Жанейро та Парана.